# Mariechen Wehselau
Mariechen Wehselau (n. 15 mai 1906, Territory of Hawaii⁠(d), SUA – d. 12 iulie 1992, Hawaii, SUA) a fost o înotătoare americană, medaliată olimpică. A participat la o ediție a Jocurilor Olimpice (1924) în care a câștigat două medalii de aur și o medalie de argint.